# 1039-es busz
Az 1039-es jelzésű autóbusz egy országos autóbuszjárat volt, ami Budapestet kötötte össze Gyöngyöspatával.
Naponta kettő járatpár szállította az utasokat. A hetek első iskolai előadási napját megelőző munkaszüneti napon egy járat közlekedett Ecséd és Budapest között.
A járat menetideje Gyöngyöspatáig 2 óra 5 perc, Budapestig 2 óra, útvonalának hossza 87,3 km volt. Ecséd és Budapest között a menetidő 1 óra 30 perc,  az útvonal hossza 72,1 km volt.

## Megállóhelyei
| 0  | Budapest, Stadion autóbusz-pályaudvar végállomás | 25 | 1, 1A 75, 77, 80 95, 130, 195 396, 397, 398, 399, 400, 402, 410, 412, 414, 422, 424, 430, 432, 434, 435, 436, 437, 438, 439, 440, 441, 442, 485, 486 1020, 1021, 1024, 1031, 1034, 1037, 1040, 1044, 1045, 1046, 1049, 1050, 1051, 1052, 1053, 1054, 1055, 1060, 1063, 1066, 1067, 1068, 1069, 1070, 1075, 1076, 1077, 1078 |
| 1  | Budapest, Kacsóh Pongrác út                      | 24 | 1, 1A, 3, 69 74, 74A, 82 25, 32, 225 396, 397, 398, 399, 402, 412, 414, 422, 424, 432, 434, 435, 436, 437, 438, 439, 442 1020, 1021, 1024, 1031, 1034, 1037, 1040, 1044, 1045, 1046, 1049, 1050, 1051, 1052, 1053, 1054, 1055, 1063, 1066, 1067, 1068, 1069, 1076                                                           |
| 2  | Budapest, Szerencs utca                          | 23 | 96, 225, 296, 296A 396, 397, 398, 399, 402, 412, 414, 422, 424, 432, 434, 435, 436, 437, 438, 439, 442 1020, 1021, 1024, 1031, 1034, 1037, 1040, 1044, 1045, 1046, 1049, 1051, 1052, 1053, 1054, 1055, 1063, 1066, 1067, 1068, 1069, 1076                                                                                   |
| 3  | Kerekharaszt (3-as főút)                         | 22 | 348, 410, 412, 414 1037, 1040, 1063 |
| 4  | Hatvan, Rákóczi út                               | 21 | 4 348, 406, 407, 409, 410, 412, 414, 3640, 3641 1037, 1040, 1063 |
| 5  | Hatvan, Zöldfa vendéglő                          | 20 | 2, 4, 9 348, 406, 407, 409, 410, 412, 414, 3640, 3641 1037, 1040, 1063 |
| 6  | Hatvan, autóbusz-pályaudvar                      | 19 | 348, 404, 406, 407, 409, 410, 412, 414, 3448, 3600, 3601, 3602, 3604, 3605, 3607, 3610, 3612, 3622, 3623, 3624, 3626, 3640, 3641, 3652, 3675, 3678, 4681, 4686 1037, 1040, 1063, 1306, 1427, 1467 |
| 7  | Hatvan, Kossuth tér                              | 18 | 1, 2, 4, 4A, 7, 9 1037, 1040, 1063, 1427, 1467 3448, 3600, 3601, 3604, 3605, 3607, 3610, 3612, 3652, 3675, 3678, 3679, 4681 |
| 8  | Hatvan, Horváth Mihály út                        | 17 | 1, 4A, 9 1040, 1063, 1427, 1467 3448, 3604, 3610, 3612, 3675, 3679, 4681 |
| 9  | Hort, Gerendás                                   | 16 | 1040, 1427 3448, 3604, 3610, 3652, 3675, 3676, 3679 |
| 10 | Hort, Hősök tere 1.                              | 15 | 1040, 1427 3448, 3604, 3610, 3652, 3675, 3676, 3679 |
| 11 | Hort, községháza                                 | 14 | 3610, 3676 |
| 12 | Ecséd, Táncsics Mihály út                        | 13 | 3610, 3676, 3698 |
| 13 | Ecséd, Szabadság utca 55.                        | 12 | 3610, 3676, 3698 |
| 14 | Ecséd, községháza                                | 11 | 3610, 3676, 3698 |
| 15 | Ecséd, autóbusz-forduló végállomás               | 10 | 3610, 3676, 3698 |
| 16 | Ecséd, szűcsi elágazás                           | 9  | 3610 |
| 17 | Rózsaszentmárton, ecsédi elágazás                | 8  | 3610, 3677, 3678, 3680, 3698 |
| 18 | Rózsaszentmárton, autóbusz-váróterem             | 7  | 3610, 3677, 3678, 3680, 3698 |
| 19 | Rózsaszentmárton, ÁFÉSZ                          | 6  | 3610, 3677, 3678, 3680, 3698 |
| 20 | Szűcsi, Széchenyi István utca                    | 5  | 3610, 3677, 3678, 3680, 3698 |
| 21 | Szűcsi, bisztró                                  | ∫  | 3677, 3678, 3680, 3698 |
| 22 | Szűcsi, autóbusz-forduló                         | 4  | 3610, 3677, 3678, 3680, 3698 |
| ∫  | Szűcsi, bisztró                                  | 3  | 3677, 3678, 3680, 3698 |
| 23 | Gyöngyöspata, szűcsi elágazás                    | 2  | 1301, 1305, 1308 3677, 3678, 3680, 3698 |
| 24 | Gyöngyöspata, városháza                          | 1  | 1301, 1305, 1308 3677, 3678, 3680, 3698 |
| 25 | Gyöngyöspata, autóbusz-forduló végállomás        | 0  | 1305, 1308 3677, 3678, 3680, 3698 |